# Захоплений дощем
«Захо́плений доще́м» (англ. Caught in the rain) — американський короткометражний фільм Чарлі Чапліна 1914 року.

## Сюжет
Чоловік та дружина сидять на лаві у парку. Коли чоловік ненадовго відходить, до дружини починає залицятися Чарлі, який проходив неподалік.
Повертається чоловік, дуже злиться, штовхає Чарлі та уводить дружину. Вони повертаються в готель.
Чарлі, як виявляється, живе в тому ж готелі. Дуже напідпитку він переплутує двері та заходить до номера в якому живуть чоловік та дружина.
Розлючений чоловік виштовхує Чарлі з номера і той, нарешті потрапивши до себе, лягає спати.
Чоловік щоб трохи заспокоїтись йде на прогулянку, але його дружина, яка ходить у сні, заходить до кімнати Чарлі.
Той прокидається та, дочекавшись поки її чоловік знову піде, відводить її до номера, але в цей час чоловік повертається.
Чарлі ховається за вікном, де йде рясний дощ, але його помічає поліцейський та починає стріляти.
Чарлі тікає скрізь кімнату, чоловік біжить за ним, на поверх до них підіймається наряд поліції та починається бійка, після якої поліцейські тікають, а виснажені Чарлі, чоловік та дружина просто падають без сил.

## Ролі
- Чарлі Чаплін — сп'янілий жилець готелю
- Мак Свейн — чоловік
- Еліс Девенпорт — дружина
- Аліса Хауелл — жилець готелю